# James Alexander George Smith McCartney
James Alexander George Smith „Jags“ McCartney (* 30. Juni 1945 auf Grand Turk Island; † 9. Mai 1980 bei einem Flugzeugabsturz über Vineland, New Jersey, Vereinigte Staaten) war ein Politiker der People’s Democratic Movement (PDM) und Nationalheld der Turks- und Caicosinseln, der unter anderem zwischen 1976 und 1980 erster Chief Minister der Turks- und Caicosinseln war.

## Leben
„Jags“ McCartney, Sohn des aus Jamaika stammenden Barrister Harvey O. B. Fernandez McCartney und von Sally McCartney, einer Organistin in der Sonntagsschule, erhielt seinen Vornamen nach dem ebenfalls aus Jamaika stammenden Rechtsanwalt und Abgeordneten James Alexander George Smith. Er besuchte zunächst die High School auf den Turks- und Caicosinseln, zog aber aufgrund eines angeborenen Herzfehlers und zur weiteren medizinischen Behandlung nach Jamaika, wo er die Happy Grove High School besuchte. Während seiner Aufenthalts begann er unter dem Einfluss von Norman Washington Manley und Alexander Bustamante mit seinem politischen Engagement und las auch die Werke von Marcus Garvey und Martin Luther King. Nach seiner Rückkehr begann er mit der Entwicklung von Jugendprogrammen auf Grand Turk Island und engagierte sich nach einem vorübergehenden Aufenthalt in den USA auf den Bahamas bei den Wahlen 1967 für die dortige Progressive Liberal Party (PLP) von Lynden O. Pindling. Später gehörte er zu den Mitorganisatoren eines ersten großen Streiks für bessere Arbeitsbedingungen der Beschäftigten des Grand Bahama Hotel und ermutigte Arbeitnehmer auch zur Gründung von Gewerkschaften sowie zum Arbeitskampf und Demonstrationen. Über seine Erfahrungen auf den Bahamas verfasste er das autobiografische Buch A Black Boy in the Bahamas.
1971 kehrte McCartney erneut auf die Turks- und Caicosinseln zurück und kandidierte 1972 erstmals für ein Mandat im Parlament, erlitt jedoch eine Wahlniederlage. In der Folgezeit engagierte er sich im Junkanoo Club, in dem die als „Black Power Boys“ bezeichneten jugendlichen Mitglieder über verschiedene Themen diskutierten, und aus dem die am 1. Oktober 1975 von ihm gegründete People’s Democratic Movement (PDM) hervorging. Er trat für die Verbesserung sozialer Bedingungen und neue Bodenreformen ein, die den Einwohnern eigenen Grundbesitz erlaubte. Darüber hinaus setzte er sich dafür ein, dass mehr Jugendliche ins Ausland gingen, um eine höhere Bildung und nach ihrer Rückkehr bessere Arbeitsplätze zu erhalten. Bei den Wahlen im August 1976 gewann die PDM die Wahlen zum Parlament (House of Assembly) und stellte neben ihm mit Oswald Skippings, Lewis Astwood, Walter Cox und Leon Wilson vier weitere Abgeordnete.
Daraufhin wurde „Jags“ McCartney im August 1976 erster Chief Minister der Turks- und Caicosinseln. Als solcher setzte er sich für eine neue Verfassung ein, die die Rechte aller Einwohner sichern sowie neue Möglichkeiten und Chancen für die Bevölkerung dieses in der Karibik liegenden britischen Überseegebiets schaffen sollte. Nachdem er am 9. Mai 1980 bei einem Flugzeugabsturz über New Jersey ums Leben kam, wurde der bisherige Gesundheits- und Bildungsminister Oswald Skippings am 19. Juni 1980 neuer Chief Minister.
McCartney, der mit Dorthy M. McCartney verheiratet war, wurde zum Nationalhelden der Turks- und Caicosinseln ernannt und ihm zu Ehren der letzte Montag im Mai als Feiertag begangen. Des Weiteren wurde der Flughafen Grand Turk in JAGS McCartney International Airport benannt.